# 班渓 (下川町)
班渓（ぱんけ）は、北海道上川郡下川町の地名。郵便番号は098-1215。

## 地理
北海道上川地方・下川町の南部に位置する。主に農地、山林として利用されている。東は渓和・一の橋、南は士別市朝日町岩尾内・朝日町登和里、南西は士別市朝日町中央、西は名寄市風連町東生・風連町池の上、北は西町・南町・三の橋に接する。

### 河川
- 下川パンケ川
- 下川ペンケ川
- 桑の沢川

### 山岳
- 蕗の山

## 歴史
パンケ地区、桑の沢（くわのさわ）地区からなり、公区（行政区）としての班渓公区を含む。パンケ地区は殖民区画の上名寄23線（現北海道道101号下川愛別線）に直交する南3号以南の地区で、古くはパンケヌカナン御料地と呼ばれた。1903年に入殖が始まり、同年に小作農場の谷井農場（やついのうじょう）も設置された。谷井農場は1920年より始まった小作争議を経て開放された。桑の沢地区はビバウシ川（現桑の沢川）沿いの低地で、1905年に五味温泉が発見され、1907年より開拓が始まった。現在は全地区が農林地帯として発展している。なお、旧下川鉱山地区はペンケ川上流に当たるが、1983年の休山で無住となり字名改正の時点で班渓に加えられた。このため、北海道道354号の起点の地名と路線名（ペンケ下川停車場線）が一致しないこととなった。

### 地名の由来
地内を流れるパンケ川に由来する。

### 沿革
- 1924年（大正13年）1月1日 - 下川村分村に伴い、11字が設置される。
- 1982年（昭和57年） - 農業基盤整備の換地処分に伴い「字下川」が新設される。
- 1984年（昭和59年）4月1日 - 従来の字を改正し、班渓が設置される。

### 町名の変遷
| 実施後 | 実施年月日   | 実施前（各字名ともその一部）                                                       |
| ------ | ------------ | ---------------------------------------------------------------------------------- |
| 班渓   | 1984年4月1日 | 下川原野、名寄原野、名寄、上名寄原野、パンケヌカナン原野、ペンケヌカナン原野、下川 |

## 交通

### バス
- 下川町コミュニティバス

### 道路
- 北海道道101号下川愛別線 - 殖民区画の上名寄原野23線（南3号～南8号）
- 北海道道206号下川風連線
- 北海道道354号ペンケ下川停車場線
- 北海道道758号パンケ風連線

## 施設
- 五味温泉 - 体験の森、下川町環境共生型モデル住宅「美桑」（みくわ）が併設される。
- 下川町土壌改良施設
- 南部会館
- 桑の沢会館
- パンケ墓地
- 開成小学校（廃校）
  - 1919年（大正8年）11月15日 - 上名寄23線南8号に下川尋常高等小学校開成特別教授場開設
  - 1925年（大正14年）9月 - 下川村立開成尋常小学校に昇格
  - 1941年（昭和16年）4月 - 下川村立開成国民学校に改称
  - 1947年（昭和22年）4月 - 下川村立開成小学校に改称
  - 1949年（昭和24年）12月1日 - 下川町立開成小学校
  - 1971年（昭和46年）4月1日 - 下川町立下川小学校開成分教室となる
  - 1972年（昭和47年）3月31日 - 分教室閉鎖
- 菱光小学校（廃校）
  - 1945年（昭和20年）1月25日 - 下川鉱山に下川村立菱光国民学校開設
  - 1947年（昭和22年）4月 - 下川村立菱光小学校に改称
  - 1949年（昭和24年）12月1日 - 下川町立菱光小学校
  - 1983年（昭和58年）3月31日 - 下川鉱山の休山により休校
  - 1991年（平成3年）3月31日 - 廃校
- 菱光中学校（廃校）
  - 1947年（昭和22年）5月12日 - 下川村立下川中学校菱光分校開設、菱光小学校と併置
  - 1949年（昭和24年）12月1日 - 下川町立下川中学校菱光分校
  - 1952年（昭和27年）3月 - 下川町立菱光中学校として独立、小学校と併置
  - 1978年（昭和53年）4月1日 - 下川中学校に統合、廃校
- 新下川郵便局（廃局）
  - 1947年（昭和22年）2月11日 - 下川鉱業所内に新下川郵便局開設
  - 1950年（昭和25年）10月20日 - 新局舎建設により移転
  - 1956年（昭和31年）11月1日 - 新局舎建設により移転
  - 1983年（昭和58年）3月31日 - 下川鉱山の休山により閉局
- 新下川警察官駐在所（廃止）
  - 1944年（昭和19年）3月1日 - 三菱鉱業所の要請で新下川請願巡査駐在所開設
  - 1948年（昭和23年） - 新下川巡査駐在所
  - 1968年（昭和43年）4月1日 - 新下川警察官派出所
  - 1969年（昭和44年）4月1日 - 新下川警察官駐在所
  - 1983年（昭和58年）3月31日 - 下川鉱山の休山により廃止